# Spiculum (Waffe)
Das Spiculum (Plural Spicula) war ein Speer, der in der Spätantike von der römischen Legion verwendet wurde. Das lateinische Wort spiculum bedeutet wörtlich „kleine Spitze“.

## Beschreibung und Verwendung
Das Spiculum war vom Aussehen ähnlich dem schon früher verwendeten Pilum. Es hat wie dieses eine sehr kleine Eisenspitze, doch ist jene mit Widerhaken verstärkt. Der hölzerne Schaft ging, anders als beim Pilum, bis zur Spitze. Beim Werfen hatte es eine gleich hohe Durchschlagskraft wie das Pilum. Das Spiculum war stabiler und konnte sowohl zum Werfen als auch im Zweikampf benutzt werden. Das Spiculum hatte allerdings den Nachteil, sich beim Auftreffen nicht zu verbiegen, sodass der Feind es wiederverwenden konnte. Es wurde vor allem von den Comitatenses und Limitanei verwendet.

## Geschichte
Das Spiculum entstand durch die Aufnahme von germanischen Kriegern in die römische Legion. Die Söldner brachten ihre eigenen Waffen mit und so vermischten sich die römische und die germanische Waffentechnologie. Um 250 n. Chr. war das Spiculum fester Bestandteil des römischen Waffenarsenals. Manche Forscher meinen, spiculum sei nur ein anderer Name für pilum gewesen. Die Übergänge müssen ziemlich fließend gewesen sein, doch heute wird das Spiculum als eigene Waffenart angesehen.